# Athens Open Challenger 2010
L'Athens Open Challenger 2010, noto anche come Status Athens Open, è stato un torneo professionistico di tennis maschile giocato su campi in cemento, che faceva parte dell'ATP Challenger Tour 2010. Si è giocato ad Atene in Grecia dal 19 al 25 aprile 2010.

## Partecipanti

### Teste di serie
| Nazionalità   | Giocatore          | Ranking* | Testa di serie |
| ------------- | ------------------ | -------- | -------------- |
| Germania      | Benjamin Becker    | 40       | 1              |
| Germania      | Philipp Petzschner | 49       | 2              |
| Svizzera      | Marco Chiudinelli  | 59       | 3              |
| Slovacchia    | Lukáš Lacko        | 65       | 4              |
| Israele       | Dudi Sela          | 70       | 5              |
| Belgio        | Xavier Malisse     | 81       | 6              |
| Germania      | Rainer Schüttler   | 91       | 7              |
| Taipei cinese | Lu Yen-hsun        | 99       | 8              |

- Ranking al 12 aprile 2010.

### Altri partecipanti
Giocatori che hanno ricevuto una wild card:
- Theodoros Angelinos
- Benjamin Becker
- Konstantinos Economidis
- Alexander Jakupovic

Giocatori passati dalle qualificazioni:
- Ričardas Berankis
- Andis Juška
- Miloslav Mečíř Jr.
- Noam Okun

Giocatori lucky loser:
- Rik De Voest
- Simon Stadler

## Campioni

### Singolare
Lu Yen-hsun ha battuto in finale  Rainer Schüttler con il punteggio di 3–6, 7–6(4), 6–4

### Doppio
Rik De Voest /  Lu Yen-hsun hanno battuto in finale  Robin Haase /  Igor Sijsling con il punteggio di 6–3, 6–4